# Rede Boa Vista de Supermercados e Postos (Palmeira das Missões)
A Rede Boa Vista de Supermercados e Postos ou SuperMix Boa Vista - Unidade Palmeira das Missões foi uma empresa brasileira de supermercados e postos que atuou em Palmeira das Missões, no estado do Rio Grande do Sul.

## História
Em 7 de abril de 1996 foi inaugurado um mini-mercado na cidade de Carazinho que atraiu inúmeros clientes, com o sucesso, foi inovando, e ao passar dos anos virou a Rede Boa Vista de Supermercados. Em 2002 foi fundado o Supermercado Boa Vista - Palmeira das Missões, que foi a sua primeira filial, que em 2008 assumiu a nomenclatura de SuperMix Boa Vista, após mudar de sede.
O hipermercado matinha a liderança de vendas na cidade, além de atrair milhares de pessoas, de diferentes cidades e estados, que inclusive ganhou um prêmio em 2015 como referência no estado. Com o sucesso do mercado foi fundado o Posto Boa Vista - Palmeira das Missões, que já existia em Carazinho e em outros 17 postos que chegou até a produzir etanol, e foi trazida para a cidade.

## Desaparecimento e morte do proprietário
Um dos empresários sócios e responsável pela fundação do hipermercado era Verno Leonhardt, o mesmo desapareceu em 28 de outubro de 2017 quando estava na companhia de amigos em uma lancha na varragem de Ernestina, o empresário caiu na água junto com sua esposa, porém ela conseguiu nadar até a lancha, já o empresário pediu socorro e depois não foi localizado. Alguns dias depois, foi encontrado morto.

## Controvérsias e extinção
Na data de 25 de abril de 2019, o hipermercado passou por uma fiscalização realizada pela Força-Tarefa do Programa Segurança Alimentar. Foram encontrados diversos produtos vencidos, toneladas de carne sem procedência, produtos armazenados de forma irregular, péssimas instalações e higiene precária. Foram transportadas e recolhidas diversos produtos, incluindo carnes, um dos responsáveis foi preso em flagrante e saiu algemado.
Logo após isso, o hipermercado foi interditado e as portas foram lacradas, posteriormente, a rede comunicou o fim do hipermercado após 17 anos de participação na cidade e agradeceu a todos os clientes. Essa decisão pegou de surpresa todos os funcionários e clientes, e logo após o comunicado, os empregados se reuniram e organizaram uma vigília em frente ao hipermercado afim de arrecadar assinaturas para uma petição, para tentar convencer os administradores a reabrirem, mas foi em vão.
Também foi organizada uma passeata pela cidade que contou com várias pessoas.

## Compra
Em 3 de maio de 2019, é anunciada a compra das instalações do antigo supermercado, que será agora comandada pela Rede Polo de Supermercados. O estabelecimento volta a funcionar, mas descaracterizado, por conta da transição de administração.